# Gracja Niedźwiedź
Gracja Niedźwiedź (ur. 14 lipca 1986 w Przemyślu) – polska aktorka teatralna, filmowa oraz dubbingowa. Absolwentka wydziału aktorskiego PWST w Krakowie.

## Polski dubbing

### Filmy
- 2014: Ever After High: A Tale of Two Tales – Lizzie Hearts
- 2014: Ever After High: Dzień koronacji – Lizzie Hearts
- 2014: Ever After High: Dzień Zakochanych Serc – Lizzie Hearts
- 2015: Ever After High: Święto Baśniowiosny – Lizzie Hearts
- 2016: Ever After High: Smocze igrzyska – Lizzie Hearts
- 2016: Ever After High: Zima wszech baśni – Lizzie Hearts
- 2018: Asteriks i Obeliks: Tajemnica magicznego wywaru – Żona Długowieczniksa
- 2018: Młody geniusz i kłopotliwe wynalazki
- 2019: Agent Kot –
  - Zen,
  - Superbohaterka z kreskówki,
  - Kurka
- 2019: Turu. W pogoni za sławą
- 2020: Naprzód

### Seriale
- 2006: Moonzy – Kropka
- 2012: Wolfblood – Katrina (serie I-II)
- 2013: Ever After High –
  - Lizzie Hearts,
  - Magical P.A. (odc. 16)
- 2017: Flip Flappers: Fantazja kontra świat – Mimi (odc. 1, 4)
- 2017: Znajdź mnie w Paryżu
- 2019: Bia
- 2019: Dolina Muminków – Migotka
- 2019: Lego City: Miasto przygód
- 2019: Lego Hidden Side – Robotnica Billy (odc. 5)
- 2019–2020: Power Rangers Beast Morphers
- 2020: Ashley Garcia: Genialna i zakochana –
  - Randka Victora (odc. 1),
  - Sadie (odc. 2),
  - Doktor Ling (odc. 6, S1),
  - SI Writer
- 2020: Fungisy! –
  - Delfin (odc. 6),
  - Anna Nanna (odc. 9)
- 2020: Glitch Tech –
  - Lupita (odc. 1),
  - Zed (odc. 6)

### Gry
- 2019: Death Stranding – Chiralistka
- 2020: Cyberpunk 2077
- 2020: The Last of Us Part II

### Programy
- 2013: Japanizi Gonić Gonić Gong – zawodnicy i publiczność

## Słuchowiska
- 2020: Kopciuszek – Lukrecja
- 2020: Sześć łabędzi – Królewna Eliza
- 2020: Śpiąca królewna – Czarodziejka Misericordia

## Filmografia
- 2008: Ojciec Mateusz
- 2009: Majka
- 2011: Roman i Julia
- 2011: Komisarz Alex
- 2012: Klatka szuka ptaka
- 2012: Szpiedzy w Warszawie
- 2012: Przyjaciółki
- 2016: Za niebieskimi drzwiami
- 2018: Ślad